# Andrés Calles Pérez

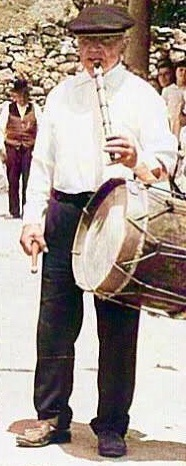
Andrés Calles en fotografía de 1972

Andrés Calles (Guadramiro 1890 - Guadramiro, 20 de junio de 1991) fue un afamado tamborilero del folclore charro, de la provincia de Salamanca, España.

## Biografía
Nacido en la localidad salmantina de Guadramiro, se inició en el folclore charro como autodidacta, aprendiendo a tocar de joven mientras cuidaba de las ovejas en el campo con una gaita charra que le dejó un amigo, a la cual acompañó de tamboril a partir de los 20 años. De su proceso de aprendizaje Calles destacó siempre la figura de dos tamborileros de la zona, Cipriano (de Gomeciego) y Urbano (de Yecla de Yeltes). Dado su buen hacer con la gaita charra y el tamboril, Andrés Calles acudió a tocar a programas de televisión de Salamanca, Valladolid y Madrid, llegando a salir en TVE.

## Premios
En cuanto a premios, Andrés Calles recordaba con alegría que en un concurso de tamboril en Vitigudino, ganó el premio de 500 pesetas, las cuales, empleó en comprarle un traje a su primer nieto.
Sin embargo, su principal premio por relevancia fue el de La Encina Charra, el más prestigioso premio del folclore charro, que le fue otorgado en 1983.

## Homenaje
El 11 de julio de 1987 Andrés Calles recibió un gran homenaje público en su localidad, Guadramiro, al que acudieron tanto los vecinos de la localidad y buena parte de la comarca, como una amplia representación de más de un centenar de folcloristas salmantinos del momento. En este homenaje se descubrió una placa en piedra de Villamayor, que hoy aún le recuerda en la fachada del Ayuntamiento de Guadramiro, con un tamboril y, a ambos lados, gaita y palillo con la inscripción: A Don Andrés Calles. La Afición Charra. 11-7-1987.

## Certamen de tamborileros Andrés Calles
Desde el año 2018, la localidad natal de Andrés Calles, Guadramiro, acoge la celebración del Certamen de Tamborileros Andrés Calles, que concita a tamborileros de diversos puntos de la provincia de Salamanca y que celebró en el año 2021 su tercera edición.

## Curiosidades
En 2015 un retrato de Andrés Calles, realizado por el artista Florencio Maíllo, se expuso en el Palacio de los Águila de Ciudad Rodrigo en la exposición Tamboril por Gaita, que recogía retratos de los principales tamborileros del folclore charro.